# Berliet CBE
Der Berliet CBE war ein mittlerer französischer Lastkraftwagen aus der Zeit zu Beginn des Ersten Weltkrieges.

## Geschichte, Technik
Die allgemeine Betriebserlaubnis für den Berliet CBE wurde im Juni 1913 erteilt, ab diesem Zeitpunkt wurde das Fahrzeug gebaut. Nachgewiesen sind die Chassisnummern 10485, 10486 und 10491–10494, es sind aber außer diesen sechs Stück noch weitere gebaut worden.
Der wassergekühlte Vierzylindermotor hatte eine Bohrung von 100 und einen Hub von 140 mm, also einen Hubraum von 4398 cm³ und gab seine nicht genannte Höchstleistung bei 1250/min ab. Steuerlich war das Fahrzeug mit 22 Steuer-PS eingestuft. Das Getriebe hatte vier Vorwärtsgänge, dazu einen Rückwärtsgang. Die Radstand wird mit 4,00 m, die Spurweite vorne mit 1,80, hinten mit 1,60 m angegeben, die Nutzlast mit 3,5 Tonnen. Der Antrieb auf die Hinterachse erfolgte über eine Kardanwelle.
Das Fahrzeug war auch als Ausflugbus (Charabanc) lieferbar.

## 2. Serie
Am 19. Juli 1915 erhielt der Prototyp einer 2. Serie, Berliet CBE2 genannt, die allgemeine Betriebserlaubnis. Die Bohrung des Motors war von 100 auf 110 mm vergrößert worden, das Fahrzeug hatte damit einen Hubraum von 5322 cm³. Esg hatte 25 Steuer-PS, die unbekannte effektive Leistung wurde bei 1450/min entwickelt. Der Radstand war auf 4,50 m vergrößert worden, die Spurmaße und die Nutzlast blieben gleich. Diese zweite Serie wurde 1915 in unbekannten Stückzahlen gebaut.